# 蒲刈町
蒲刈町（かまがりちょう）は、広島県の安芸郡に2005年3月まで存在した町。現在は呉市の一部となっている。
町域は呉市の東方の瀬戸内海に浮かぶ上蒲刈島といくつかの小島からなり、果樹栽培（主にミカン、スモモ）とマリンレジャーで知られる。
近年は古墳時代の製塩法「藻塩焼き（もしおやき）」を現代に蘇らせた古代塩の生産地としても知られるようになっている。
2005年3月20日、安芸郡の音戸町・倉橋町及び豊田郡の豊浜町・安浦町・豊町とともに呉市へ編入合併したことに伴い消滅した。

## 地理
山
- 七国見山（標高457m） - 山頂から安芸・備後・伊予等の7箇国が見渡せたとすることから。七国山とも称される。
- 奥山（標高420m）

島
- 上蒲刈島
- 大子島
- 沖島
- 笹島
- 千才 - 大浦地区の秋期祭礼で、櫂伝馬（かいでんま）競走の折り返し点として用いられる。
- 荷島 - 灯台が設置されている。ひょうたん型の小さな島で、伊勢二見浦の夫婦岩に見立てて、しめ縄が張られている。
- 大松島
- 小松島 - 接岸施設あり。9月頃行われる「タコ観光」に参加すると上陸が可能である。
- 小島

### 気候
気候は瀬戸内海式気候の影響により冬は温暖である。年間の降水量は1,200 - 1,400mmで全国の平均よりもやや少なく、そのため夏期に干害を生じたりもするが、1974年の安芸灘水道開通により、太田川水系より上水道を導水しており、現在は飲料水に事欠くような事態は少なくなった。

## 歴史
近世以前
- 町内の大巻平遺跡、及び沖浦遺跡から、約2万年前の後期旧石器時代のナイフ形石器などが採集されており、早い時期から人々の生活が始まっていたものとみられる。
- 前述の沖浦遺跡からは、旧石器時代から中世にかけての遺物が数多く見つかっているが、特に古墳時代以降の製塩土器や石敷製塩炉などの製塩遺物・遺構の存在が目立ち、海浜で盛んに塩づくりが行われていた事がうかがえる。

近代
- 1889年4月1日 - 市町村制施行により安芸郡蒲刈島村が成立する。
- 1891年7月27日 - 蒲刈島村が上蒲刈島村（上蒲刈島のうちの大浦・田戸・宮盛各地区）と下蒲刈島村（上蒲刈島にある向浦地区と下蒲刈島全域〔大地蔵・三之瀬・下島各地区〕）に分割される。
- 1947年8月1日 - 下蒲刈島村のうち上蒲刈島にある向浦地区が独立し、安芸郡向村として村制施行する。
- 1956年9月30日 - 上蒲刈島村と向村が対等合併して蒲刈町が成立する。
- 1967年7月9日 - 集中豪雨のため大浦地区で5名死亡。災害救助法発動。
- 1979年10月 - 蒲刈大橋（全長480m）が開通し、下蒲刈島と陸続きになる。
- 1988年7月 - 町東部の沖浦地区に「県民の浜」の中核施設となるリゾートホテル「輝きの館」をオープン。
- 1989年7 - 10月 - 地方博「海と島の博覧会・ひろしま」県民の浜会場を開催。

このころより、「県民の浜」周辺施設を核とした観光立町への動きを急激に進めた。
- 1996年7月 - 県民の浜が「日本の渚・百選」に認定される。
- 2000年1月18日 - 本土（豊田郡川尻町〔当時〕）～下蒲刈島間に安芸灘大橋（全長1,175m）が開通し、本土と陸続きになる。
- 2000年3月24日 - 島内一周道路である広島県道287号上蒲刈島循環線が全線開通し、林道を介さずに自動車での島内一周が可能になる。
- 2005年3月20日 - 安芸郡音戸町・倉橋町及び豊田郡豊浜町・安浦町・豊町とともに呉市へ編入され、消滅する。

## 行政

### 歴代町長
- 木村五左衛門 （初代 ： 1956年10月 - 1960年10月）
- 谷村純太郎 （2、3代 ： 1960年10月 - 1968年9月）
- 村本聞司 （4、5代 ： 1968年9月 - 1976年1月） ※2期目の任期半ばに死去。
- 鎌田正明 （6代 ： 1976年2月 - 1980年1月）
- 柴崎龍雄 （7 - 13代 ： 1980年1月 - 2005年3月）

## 地域
総人口2,600人余りのうち65歳以上の高齢者が占める割合は41.6%（2000年国勢調査）と、ご多分に漏れず過疎・高齢化の悩みも抱えている。

### 大字・町名
- 大浦（おおうら）
- 田戸（たど）
- 宮盛（みやざかり）
- 向（むかい）

## 産業
戦前はサツマイモ等の畑作農業が主な産業であったが、戦後ミカンの栽培が全町に普及した。ただ、耕して天に至ると称された段々畑も、1991年4月のオレンジ輸入自由化とともに大幅な減反が行われ、今は見る影もない。現在はミカンなど柑橘類やスモモの栽培、漁業を主たる産業としている。

## 交通

### 鉄道
旧町域内は通っていない。

### バス
高速バス
- 広島蒲刈線　※但し、町内は一般道を走行

路線バス
- 瀬戸内産交
- 蒲刈町営バス

### 道路
国道
旧町域内は通っていない。
主要地方道
旧町域内は通っていない。
一般県道
- 広島県道287号上蒲刈島循環線…島内一周道路。長らく島南部の原 - 初神（はじかみ）間が未完成であったが、安芸灘大橋開通後の2000年3月ようやく全線開通した。
- 広島県道356号豊浜蒲刈線…未開通。安芸灘諸島連絡架橋3号橋の豊島大橋（仮称）を含む。

### 港湾
- 宮盛港
  - 仁方 - 上蒲刈島 - 豊島 - 大崎下島 - 今治間を結ぶ高速船（せと観光ボート）が寄港する。この航路は2007年6月末まで山陽商船が運航していた。
  - 2006年11月まで瀬戸内海汽船グループの広今あきなだ高速の広島 - 今治航路高速船の寄港があった（広島 - 呉 - 上蒲刈島 - 豊島 - 大崎下島 - 今治）。
- 大浦港
  - 上蒲刈島 - 豊島 - 大崎下島間を結ぶカーフェリー（山陽商船）、および上蒲刈島 - 豊島 - 大崎下島 - 斎島を結ぶ連絡船（斎島汽船）が2008年11月18日まで運航していた。

## 教育（2005年3月19日当時のデータ）
小学校
- 蒲刈町立向小学校
- 蒲刈町立蒲刈小学校

中学校
- 蒲刈町立蒲刈中学校

※2003年3月までは田戸地区に広島県立広高等学校蒲刈分校があったが、生徒数減少により廃校になった。

## 観光

### 名所・旧跡
- 県民の浜
- 輝きの館 - 県民の浜にある木造の公営リゾートホテル。
- 桂の滝 - 宮盛地区にある霊水。広島県名水十選に選ばれている。

### 特産品
- 海人の藻塩 - 「万葉集」に詠まれている「藻塩焼き」の技法による古代製塩法を復元して作られた塩。ミネラル分が豊富。